# Ксанф (місто)
Ксанф (лікійськ. 𐊀𐊕𐊑𐊏𐊀 Arñna, грец. Ξάνθος, лат. Xanthus) — найбільше місто античної Лікії. Разом зі святилищем Летоон включено до списку світової спадщини ЮНЕСКО. Руїни міста розташовані на території турецької провінції Анталья.
Первинно назва міста лікійською мовою звучала як Арна. Після завойовницьких походів Александра Македонського в результаті еллінізації назва трансформувалась у Ксанф.

## Історія
Місто було засновано на початку I тисячоліття до н. е. 546 року до н. е. було захоплено персами та цілковито зруйновано. Наприкінці IV століття до н. е. Ксанф входив до складу імперії Александра Македонського, а від 190 року до н. е. — до незалежного союзу міст Лікії. 42 року до н. е. місто було взято та знову зруйновано військами Брута. Згодом Ксанф став частиною римської провінції Лікія.

## Культурна спадщина
Дотепер від стародавнього міста збереглась лише невелика частина, знайдена під час розкопок, у тому числі й театр. Найбільш значущими пам'ятками лікійської культури, що дістались сьогодення, є характерні надгробні монументи: висічені у скелях уявні фасади будинків, прикрашені різьбленими елементами, а також високі гробниці, що стоять на підвищенні, збудовані у вигляді будинків або оточені колонадами.
Найвідомішими спорудами такого роду у Ксанфі є «монумент гарпій» VI століття до н. е., названий так через рельєф, що зберігся на ньому, а також «монумент нереїд» V століття до н. е. Він прикрашений настінною пластикою й виконаний у формі іонічного храму, що стоїть на високій підошві. Обидві гробниці відносять до видатних творів малоазійсько-іонічної культури.
Там же було знайдено найбільшу пам'ятку лікійської писемності — лікійсько-мілійська стела (бл. 380 до н. е.).